# Жіноча збірна Німеччини з хокею із шайбою
Жіноча збірна Німеччини з хокею із шайбою (нім. Deutsche Eishockeynationalmannschaft der Frauen) — національна команда Німеччини, що представляє країну на міжнародних змаганнях з хокею із шайбою. Опікується командою Федерація хокею Німеччини (Deutscher Eishockey-Bund). Хокеєм у країні займається 2,898 жінок.

## Історія
Перший міжнародний матч збірна Німеччини (тоді грала як збірна ФРН) провела 3 грудня 1988 року у містечку Геретсрід проти збірної Швейцарії, в якому поступилась 5:6. Найбільший успіх у збірної це п'яте місце на чемпіонатах світу 2001, 2005 та 2013 років.

## Результати

### Виступи на чемпіонатах світу
- 1990 – 7 місце
- 1994 – 8 місце
- 1999 – 7 місце
- 2000 – 7 місце
- 2001 – 5 місце
- 2004 – 6 місце
- 2005 – 5 місце
- 2007 – 8 місце
- 2008 – 9 місце
- 2009 – 2 місце (Дивізіон І)
- 2011 – 1 місце (Дивізіон І)
- 2012 – 7 місце
- 2013 – 5 місце
- 2015 – 8 місце
- 2016 – 1 місце (Дивізіон І)
- 2017 – 4 місце
- 2019 – 7 місце
- 2021 – 8 місце
- 2022 – 9 місце
- 2023 – 8 місце
- 2024 – 6 місце
- 2025 – 8-е місце

### Виступи на Олімпійських іграх
- 2002 – 6 місце
- 2006 – 5 місце
- 2014 – 7 місце

### Виступи на чемпіонатах Європи
- 1989 – Бронзові медалі
- 1991 – 6 місце
- 1993 – 4 місце
- 1995 – 5 місце
- 1996 – 6 місце